# Beaudoin (canton)
Pour les articles homonymes, voir Beaudoin.
Beaudoin est un canton canadien du Québec situé dans la région administrative de la Côte-Nord et créé le 5 juin 1965 par proclamation publiée dans la Gazette officielle du Québec. Il est situé dans le territoire non-organisé de Rivière-Mouchalagane.

## Toponymie
Son nom évoque le souvenir de Jean Baudoin (vers 1662-1698), prêtre sulpicien et missionnaire à Beaubassin (Acadie). L'orthographe Beaudoin (avec un E) est la forme moderne d'écrire ce patronyme.

## Géographie
Le canton se trouve à 52° 13′ N, 67° 48′ O. Sa superficie est de 25 900 hectares.